# Europium
Europium (chemická značka Eu, latinsky Europium) je měkký, stříbřitě bílý, vnitřně přechodný kovový prvek, 7. člen skupiny lanthanoidů. Z této skupiny je prakticky nejžádanějším prvkem díky svému uplatnění při výrobě barevných televizních obrazovek, kde funguje jako luminofor.

## Základní fyzikálně-chemické vlastnosti
Europium je stříbřitě bílý, měkký přechodný kov.
V porovnání s ostatními lanthanoidy má největší kovový poloměr, a díky tomu je i nejreaktivnější. S vodou reaguje podobně jako vápník, na vzduchu hoří při teplotách nad 150 °C za vzniku oxidu:
2 Eu + 6 H2O → 2 Eu(OH)3 + 3 H2
4 Eu + 3 O2 → 2 Eu2O3
Od ostatních prvků skupiny lanthanoidů se europium značně odlišuje nižší teplotou tání i varu a nižší hustotou, než jaká by mu příslušela na jeho místě v periodické tabulce prvků. Nejvýraznějším rozdílem je ale skutečnost, že kromě stabilního mocenství Eu3+ jsou značně stálé i sloučeniny dvojmocného europia Eu2+.
Chemické vlastnosti jeho solí v mocenství Eu3+ jsou značně podobné sloučeninám ostatních lanthanoidů a hliníku. Všechny tyto prvky tvoří například vysoce stabilní oxidy, které nereagují s vodou a jen velmi obtížně se redukují. Ze solí anorganických kyselin jsou důležité především fluoridy a fosforečnany, jejich nerozpustnost ve vodě se používá k separaci lanthanoidů od jiných kovových iontů. Europité soli mají obvykle narůžovělou barvu.
Chemické vlastnosti jeho solí v mocenství Eu2+ jsou značně podobné sloučeninám vápníku a dalších kovů alkalických zemin. Důležitou vlastností je zde rozpustnost hydroxidu Eu(OH)2, čehož je možné využít k oddělení od zbylých lanthanoidů, jejichž hydroxidy jsou ve vodě prakticky nerozpustné. Soli Eu2+ jsou bezbarvé.

## Historie objevu
Roku 1890 objevil Paul-Émile Lecoq de Boisbaudran neznámé emisní čáry ve spektru frakce ze separace prvků vzácných zemin s převahou samaria a gadolinia a přiřadil je doposud neznámému prvku z řady lanthanoidů.
Izolaci čistého prvku provedl teprve v roce 1901 francouzský chemik Eugène-Antole Demarçay a pojmenoval ho po kontinentu Evropa.

## Výskyt a výroba
Europium je v zemské kůře obsaženo pouze v koncentraci asi 1,2 mg/kg, o jeho obsahu v mořské vodě údaje chybí. Ve vesmíru připadá jeden atom europia na 400 miliard atomů vodíku.
V přírodě se europium vyskytuje pouze ve formě sloučenin. Neexistují však ani minerály, v nichž by se některé lanthanoidy (prvky vzácných zemin) vyskytovaly samostatně, ale vždy se jedná o minerály směsné, které obsahují prakticky všechny prvky této skupiny. Mezi nejznámější patří monazity (Ce,La,Th,Nd,Y)PO4 a xenotim, chemicky fosforečnany lanthanoidů , dále bastnäsity (Ce,La,Y)CO3F– směsné flourouhličitany prvků vzácných zemin a např. minerál samarskit ((Y,Ce,U,Fe)3(Nb,Ta,Ti)5O16).
Velká ložiska těchto rud se nalézají ve Skandinávii, USA, Číně a Vietnamu. Významným zdrojem jsou i fosfátové suroviny – apatity z poloostrova Kola v Rusku. V roce 2018 byl ohlášen nález ložiska bohatého na yttrium, dysprosium, europium a terbium poblíž japonského ostrůvku Minamitori (asi 1 850 km jihovýchodně od Tokia).
Vzhledem k omezené dostupnosti hrozí v nejbližších letech kritický nedostatek zdrojů prvku pro technologické využití. Výše uvedený nález by mohl tuto situaci změnit.
Při průmyslové výrobě prvků vzácných se jejich rudy nejprve louží směsí kyseliny sírové a chlorovodíkové a ze vzniklého roztoku solí se přídavkem hydroxidu sodného vysráží hydroxidy.
Separace jednotlivých prvků se provádí řadou různých postupů – kapalinovou extrakcí, za použití ionexových kolon nebo selektivním srážením nerozpustných komplexních solí.
Příprava čistého kovu se obvykle provádí elektrolýzou směsi roztavených chloridů europitého EuCl3, vápenatého CaCl2 a sodného NaCl. V některých postupech se využívá i redukce oxidu europia Eu2O3 elementárním lanthanem:
Eu2O3 + 2 La → 2 Eu + La2O3

## Použití a sloučeniny
Velká většina vyrobeného europia je v současné době[kdy?] zpracovávána při výrobě barevných televizních obrazovek. Přitom se na vnitřní stěnu obrazovky, která je vlastně katodovou trubicí, nanášejí látky – luminofory, které po dopadu urychleného elektronu vydávají elektromagnetické záření ve viditelné oblasti spektra.
Existuje celá řada luminoforů, které se vzájemně liší intenzitou a barvou emitovaného záření. Pro trojmocné europium Eu3+ se nejčastěji jako nosič používá směsný oxid a sulfid yttria Y2O2S. Jako nosič dvojmocného europia Eu2+ se uvádí sloučenina BaFBr. Luminofory na bázi Eu3+ vydávají červené záření, luminofory obsahující Eu2+ emitují světlo modro-fialové barvy.
Ze sloučenin europia se také vyrábějí luminiscenční barviva a hmoty, které jsou schopny světélkovat až po dobu několika dnů po několikaminutovém ozáření světlem.